# Fritada serrana
Para outros significados de fritada, veja Fritada
A fritada serrana é uma preparação culinária tradicional de Alcoutim (Serra do Caldeirão, Algarve, Portugal) que consiste em carne e vísceras de porco fritas em “manteiga branca”. 
De acordo com um livro publicado pela Câmara Municipal de Alcoutim, a carne de eleição é o lombinho e as vísceras usadas incluem os rins e os miolos, estes acrescentados ao prato depois da carne cozinhada, cortados mas com cuidado para não se desfazerem; nessa altura, pode polvilhar-se com cominho. A receita indica também que a iguaria pode ser conservada se toda a carne for coberta de banha.
No entanto, não indica como este prato é servido mas, numa outra receita de “Fritada de Porco” aconselha-se a acompanhar com batata frita e migas de feijão frade (feijão frade cozido e refogado com cebola, alho, grelos e broa esfarelada). 